# بيرتيكورت
بيرتيكورت (بالفرنسية: Bertincourt)‏ هي بلدية تقع في إقليم باد كاليه من منطقة نور با دو كاليه في شمال فرنسا. تبلغ مساحة هذه المدينة 7.58 (كم²)، وترتفع عن سطح البحر 126 م، يبلغ عدد سكانها 947 نسمة حسب إحصاء المعهد الوطني للإحصاء والدراسات الاقتصادية سنة 2009 م. وترأس Jean-Marie Plessiet البلدية خلال فترة (2008-2014).